# 안토니 판 레이우엔훅
안토니 필립스 판 레이우엔훅 FRS(네덜란드어: Antoni Philips van Leeuwenhoek FRS, 네덜란드어 발음: [ˈɑntoːni vɑn ˈleːu.ə(n)ˌɦuk] ( 듣기), 1632년 10월 24일~1723년 8월 26일)은 네덜란드의 미생물학자, 현미경 과학자이다. 미생물학의 아버지로 알려져 있으며 현미경의 발달과 미생물학의 정립에 큰 공헌을 하였다. 그는 스스로 렌즈를 갈아 만든 현미경으로 단세포 생물을 관찰하였다.

## 생애 및 업적
네덜란드의 델프트 출신으로 특별한 교육을 받은 적은 없으나, 여러 방면에 천재적인 재능과 흥미를 가지고 있어, 오랜 연구 끝에 현미경을 발명하였다. 그는 자신이 만든 배율 높은 확대경을 사용하여 식물의 종자 및 배(胚)의 구조와 작은 무척추동물을 관찰했을 뿐만 아니라 정자와 적혈구세포를 발견하여 동물 조직학의 창시자가 되었다. 또한 모세혈관의 혈액 순환을 발견하고 설명함으로써 반세기 전에 윌리엄 하비에 의해 시작된 혈액순환 연구를 발전시켰다.
그러나 그의 명성을 가장 높인 것은 미생물 세계의 발견이다. 즉, 그는 오늘날 우리가 알고 있는 원생동물, 조류(藻類), 효모, 세균 등 단세포 미생물을 발견하였으며, 그와 동시대인들은 이러한 단세포 미생물의 세계를 'animalcules(극미동물)' 혹은 'little animals'라 불렀다. 이로써 안토니 판 레이우엔훅은 일반적인 교육도 받지 않았지만 런던 왕립학회의 요청에 따라 이 학회의 회원이 되었으며, (Proceedings of the Royal Society)에 그의 업적이 기록되었다.

## 같이 보기
- 레그니에 드 그라프
- 네덜란드 황금시대
- 현미경
- 로버트 훅
- 과학 혁명
- 니콜라스 스테노
- 얀 스바메르담
- 현미경 연대표
- 요하네스 페르메이르